# Cyril Scott

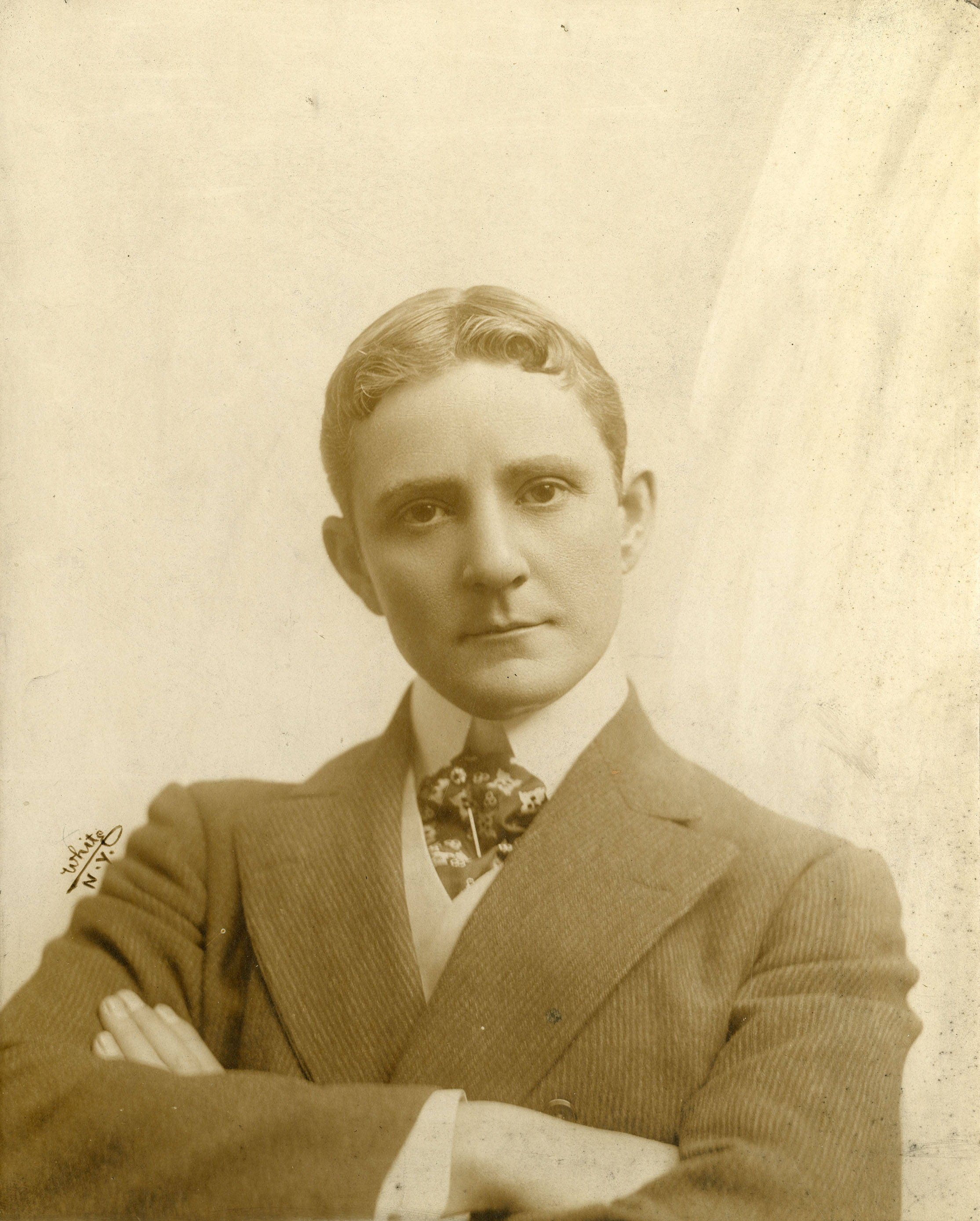
Cyril Scott 1907

Cyril Meir Scott (Oxton, 29 de septiembre de 1879 — Eastbourne, 31 de diciembre de 1970) fue un compositor y escritor británico.
Como compositor, muestra la influencia del Impresionismo. Además de su trabajo como compositor e intérprete, Scott escribió muchas obras literarias y poesía, y estuvo muy interesado por las ciencias ocultas y la nutrición. Fue un firme creyente en el ocultismo, el cual describió como una mezcla de ciencia, filosofía y religión.

## Biografía
Cyril Meir Scott contrajo matrimonio con Rose Allatini en 1921. Tuvieron dos hijos: Vivien Mary Scott (nacida en 1923) y Desmond Cyril Scott (nacido en 1926). Se separó de Rose durante la Segunda Guerra Mundial (1943) cuando conoció a Marjorie Hartston, la que se convirtió en su compañera definitiva.
Como compositor, Scott escribió casi cuatrocientas obras, incluyendo cuatro sinfonías, tres óperas, dos conciertos para piano, cuatro oratorios (Nativity Hymn (1913), Mystic Ode (1932), Ode to great Men (1936) e Hymn of Unity (1947)), cuatro conciertos (para violín, violoncelo, oboe y clavicordio) y varias oberturas, así como poemas sinfónicos, música de cámara, canciones y obras breves para piano. 
Considerado en la vanguardia de los compositores británicos de la primera parte del siglo XX, Scott fue definido como Padre de la música británica moderna por Eugene Goossens. Tuvo el aprecio de Debussy, el propio Goossens, Grainger, Sorabji, Strauss e Stravinski. En ocasiones se le ha considerado el Debussy inglés, etiqueta errónea que, según Michael Hurd, refleja un conocimiento muy inexacto tanto de Debussy como de Scott.
Compuso hasta tres semanas antes de su fallecimiento, que se produjo a la edad de 91 años.
En 2001, su Sonatina para guitarra, una pieza de 1927 que se creyó perdida durante décadas, fue descubierta por Angelo Gilardino en los archivos del guitarrista español Andrés Segovia, para el que fue compuesta originalmente. Desde su redescubrimiento ha sido grabada por el guitarrista alemán Tilman Hoppstock, entre otros.

## Obras literarias
- 1920 The Initiate: Some Impressions of a Great Soul (Anónimo).
- 1920 The Adept of Galilee - A Story and an Argument (Anónimo).
- 1924 Autobiography: My Years of Indiscretion.
- 1927 The Initiate in the New World (Anónimo).
- 1928 The Art of Making a Perfect Husband.
- 1930 Childishness: A Study in Occult Conduct.
- 1932 The Initiate in the Dark Cycle (Anónimo).
- 1933 Vision of the Nazarene”. (Anónimo).
- 1933 Music: Its Secret Influence Throughout the Ages".
- 1953 Outline of Modern Occultism.
- 1936 The Greater Awareness.
- 1938 Doctors, Disease and Health.
- 1939 Man is my Theme.
- 1939 The Ghost of a Smile.
- 1939 Victory over Cancer.
- 1940 Health, Diet and Commonsense.
- 1942 The Christian Paradox.
- 1946 Crude Black Molasses.
- 1946 Medicine, Rational and Irrational.
- 1948 Cider Vinegar.
- 1952 Die Tragoedie Stefan George.
- 1953 Man the Unruly Child.
- 1953 Simpler and Safer Remedies for Grievous Ills.
- 1955 Sleeplessness: Its Prevention and Cure by Harmless Methods.
- 1956 Constipation and Commonsense.
- 1969 Autobiography: Bone of Contention.

### Poesía
- 190? The Shadows of Silence and the Songs of Yesterday.
- 1907 The Grave of Eros and the Book of Mournful Melodies.
- 1909 Traducción de The Flowers of Evil (Charles Baudelaire).
- 1910 Traducción de Poems of Stefan George (selecciones de sus obras).
- 1910 The Voice of the Ancient.
- 1912 The Vales of Unity.
- 1915 The Celestial Aftermath: A Springtime of the Heart and Faraway Songs.
- 1943 The Poems of a Musician.